# Antonina Vasil'evna Neždanova
Antonina Vasil'evna Neždanova (in russo Антони́на Васи́льевна Нежда́нова?; Kryva Balka, vicino a Odessa, 16 giugno 1873 – Mosca, 26 giugno 1950) è stata un soprano russo.
Soprano lirico di coloratura è stata una cantante d'opera eccezionale ed ha rappresentato al meglio la scuola vocale russa.

## Biografia

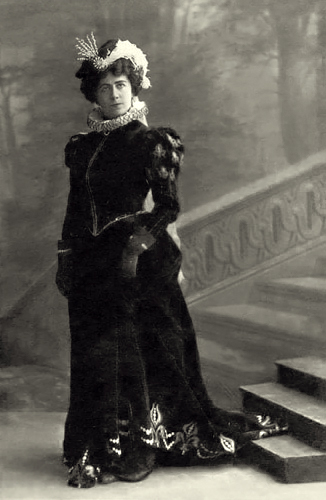
Antonina Neždanova

### Primi anni e formazione
Antonina Neždanova nacque a Kryva Balka, vicino a Odessa, in Ucraina, all'epoca facente parte dell'impero russo. Nel 1899 entrò al Conservatorio di Mosca.

### Carriera
Dopo il diploma tre anni dopo entrò nel Teatro Bol'šoj, diventando rapidamente il suo soprano principale. Cantava spesso anche al Teatro Mariinskij di San Pietroburgo e anche a Kiev e Odessa. Parigi la ascoltò nel 1912, quando apparve accanto al grande tenore Enrico Caruso e all'equivalente di Caruso come baritono, Titta Ruffo.
La Neždanova fu la dedicataria del Vocalise op. 34, n. 14 di Sergej Rachmaninov, e fu la prima interprete degli arrangiamenti per soprano e orchestra, sotto la direzione di Sergej Kusevickij. Creò una serie di nuovi ruoli operistici. Dopo la Rivoluzione Russa del 1917 rimase al Bol'šoj, a differenza di alcuni suoi colleghi cantanti d'opera, che lasciarono il loro paese natale per l'Occidente. Nel 1936 iniziò a insegnare canto a Mosca e nel 1943 fu nominata professore al conservatorio della città.

### Incisioni
La Neždanova ha realizzato una serie di registrazioni che mostrano la bellezza e la flessibilità della sua voce e l'eccellenza della sua tecnica. È considerata dagli storici e dalla critica operistica uno dei migliori soprani del XX secolo.

### Morte
Morì a Mosca nel 1950. Era sposata con il direttore Nikolaj Golovanov.

## Ruoli interpretati
- Antonida (Ivan Susanin M.I. Glinka, 1902)
- Gilda (Rigoletto di G. Verdi, 1902)
- Ljudmila (Ruslan e Ljudmila M.I. Glinka, 1902)
- Micaëla (Carmen di G. Bizet, 1903)
- Rosina (Il barbiere di Siviglia di G. Rossini, 1903)
- Lakmé (Lakmé L. Delibes, 1903)
- Margherita (Faust C. Gounod, 1903)
- Leila (I pescatori di perle di G. Bizet, 1903)
- Zerlina (Fra Diavolo di D. Ober, 1905)
- Tat'jana (Eugenio Onegin di P. I. Čajkovskij, 1906)
- Volchova (Sadko di N. A. Rimskij-Korsakov, 1906)
- Regina della Notte (Il flauto magico di W.A. Mozart, 1906)
- Sneguročka (La fanciulla delle nevi di N. A. Rimskij-Korsakov, 1907)
- Elsa (Lohengrin di R. Wagner, 1908)
- Regina di Šemacha (Il gallo d'oro di N. A. Rimskij-Korsakov, 1909)
- Filin (Mignon di A. Thomas, 1912)
- Manon (Manon di J. Massenet, 1915)
- Marfa (La fidanzata dello zar di N. A. Rimskij-Korsakov, 1916)
- Iolanta (Iolanta di P. I. Čajkovskij, 1917)
- La principessa cigno (La favola dello zar Saltan di N. A. Rimskij-Korsakov
- Parasja (La fiera di Soročincy di M. P. Musorgskij) (prima interprete)
- Ninetta (L'amore delle tre melarance di S. S. Prokof'ev)
- Giulietta (Romeo e Giulietta di C. Gounod)
- Margherita di Valois (Gli ugonotti di J. Meyerbeer)
- Mimì (La bohème di G. Puccini)
- Violetta (La traviata di G. Verdi)
- Zarevna (Kaščei l'Immortale di N. A. Rimsky-Korsakov)
- Costanza (Il ratto dal seraglio di W.A. Mozart)
- Fun Putyatichna (Dobrynja Nikitič A. T. Grečaninov) (prima interprete)
- Francesca (Francesca da Rimini S.V. Rachmaninov) (prima interprete)
- Gerda (Ole dal Nordland di M. I. Ippolitov-Ivanov) (prima interprete)

## Premi e titoli
- Artista Onorato dei Teatri Imperiali (1912)[3]
- Artista Onorato della Repubblica (1919)[4]
- Artista del Popolo della Repubblica (1925)[5]
- Artista del Popolo dell'URSS (1936)
- Eroe del Lavoro (1925)
- Premio Stalin di primo grado (1943) - per molti anni di successi eccezionali nel campo del teatro e dell'arte vocale
- Due ordini di Lenin (06/02/1937, ?)
- Ordine della bandiera rossa del lavoro (1933)
- Medaglia "Per il lavoro valoroso nella Grande Guerra Patriottica del 1941-1945".
- Medaglia "in commemorazione del 800º anniversario di Mosca"
- Dottore delle Arti (1944)